# Шерф, Адольф
Адольф Шерф (нем. Adolf Schärf; 20 апреля 1890, Никольсбург, Моравия, Австро-Венгрия — 28 февраля 1965, Вена, Австрия) — австрийский политик и государственный деятель, федеральный президент Австрийской республики (1957—1965).

## Биография
Родился в городе Никольсбурге (сейчас Микулов, Чехия) на территории Моравии. С началом Первой мировой войны вступил добровольцем во 2-й боснийско-герцеговинский полк. Получив юридическое образование занимал до присоединения Австрии к нацистской Германии пост секретаря президента Национального собрания. Член Социал-демократической партии Австрии. В 1933—1934 годах член австрийского Федерального совета. В 1934 году, а также в 1938 и 1944 годах находился под арестом по политическим мотивам. После войны становится председателем Социалистической партии Австрии. В 1955 году принимал участие в советско-австрийских переговорах по нейтрализации Австрии. С 1957 года и до самой смерти являлся Федеральным президентом Австрии.
В 1964 году во время президентства А.Шерфа Австрия принимала IX зимние Олимпийские игры, которые проходили в городе Инсбрук. При этом он открывал эти игры.